# 歐塞奇 (新澤西州)
歐塞奇（英語：Osage）是位於美國新澤西州康登縣的非建制地區。

## 地理
歐塞奇所處的海拔為高於海平面21米（即69英呎），而該地所採用的時區為UTC-5，即北美东部时区（EST）。同時該地設有夏令時間，為UTC-5調快一小時，即UTC-4（EDT）。